# Száraz László
Száraz László (Nagykálló, 1954. február 26. –) világbajnoki ezüstérmes, háromszoros Európa-bajnoki II. helyezett súlyemelő, gyúró, fényképész.

## Pályafutása
Pályafutását Nagykállóban kezdte, és a Budapesti Honvédnál folytatta, viszont legnagyobb sikereit (könnyűsúlyban) a Leninvárosi MTK versenyzőjeként (1977–től visszavonulásáig) érte el Ecser Károly és Ördögh István irányításával.
1977–ben, az LI. Felnőtt Férfi Világbajnokságon szakításban V., lökésben és összetettben egyaránt a VI. helyen végzett.
1978–ban, (60 kg–os kategóriában) az első fogásnemben 122,5 kg–ot teljesítve állhatott a világbajnoki dobogó II. fokára az egyesült államokbeli Gettysburgben.
„Zsiga” – ahogy sporttársai hívják – ezzel az eredménnyel csatlakozott a magyar válogatott legeredményesebb versenyzőihez,
/ Lénárt István (szakításban I.), Baczakó Péter (szakításban II., lökésben III., összetettben II.) Antalovits Ferenc (mindkét fogásnemben és összetettben is III.), Rehus Uzor György (szakításban II.) és Szalai György (lökésben III.), akiknek köszönhetően hazánk (más nemzetek mellett) Bulgáriát és az NSZK–t is megelőzte az összesített éremtáblázatban.
1978 valóban a legpompásabb év volt Száraz László súlyemelő számára, hiszen világbajnoki ezüstje mellé (szintén 60 kg-os súlycsoportban) még három, Európa - bajnoki II. helyezettnek járó medált is begyűjtött a csehországi Havirov városában, ráadásul lánya, Éva is ebben az esztendőben született.
1979-ben Várnában rendezett XXXVIII. súlyemelő Európa-bajnokságon lökésben 152,5 kg-gal II. helyezést ért el.
Újdonsült nagypapa, aki pályafutása során (mások mellett) olyan világnagyságokat győzött le, mint az olimpiai bajnok és hatszoros világbajnok, Nyikolaj Kolesznyikov és a szintén olimpiai aranyérmes Viktor Mazsin.